# Strade provinciali della provincia di Massa-Carrara
Questo è un elenco delle strade provinciali presenti nel territorio della provincia di Massa-Carrara.
| Numero | Denominazione                          | Percorso | Lunghezza (km) |
| ------ | -------------------------------------- | --- | -------------- |
|        | di Montignoso                          | Cinquale - Capanne - Montignoso - Sant'Eustachio |                |
|        | Massa - Avenza                         | Innesto con la S.S. n. 1 a Massa - Zona industriale Dalmine - Avenza - Innesto con la S.P. n. 48 e S. n.a.                                                                                                  |                |
|        | di Antona                              | Innesto con la S.S. n. 1 a Massa - San Carlo - Pariana - Altagnana - Antona - Campareccia - Pian della Fioba - Passo del Vestito                                                                            |                |
|        | di Bassa Tambura                       | Massa - Canevara - Forno |                |
|        | di Bergiola Maggiore                   | Massa - Bargana - Bergiola Maggiore |                |
|        | Carrara - Avenza                       | |                |
|        | del Piovere                            | Innesto con la S.P. n. 53 a Campiglione - Colognola - Innesto con la S.P. n. 10 a Monzone |                |
|        | di Carignano                           | Innesto con la S.P. n. 72 alla Foce del Cucco - Canepari - Innesto con la S.P. n. 56 a Carignano |                |
|        | di Tenerano                            | Innesto con la S.R. n. 445 a Gragnola - Pian del Molino - Monzone - Isolano - Tenerano - Marciaso - Innesto con la S.P. n. 73 a Castelpoggio                                                                |                |
| DIR    | di Tenerano DIR per Equi               | Innesto con la S.P. n. 10 a Monzone - Equi Terme |                |
|        | di Bardine                             | Innesto con la S.P. n. 72 a Ceserano - Bardine di San Terenzo - Innesto con la S.P. n. 72 a San Terenzo Monti                                                                                               |                |
|        | di Colla                               | Innesto con la S.P. n. 72 a Ceserano - Colla - Innesto con la S.P. n. 53 a Maglietola |                |
|        | della Canova                           | Innesto con la S.S. n. 63 a Serricciolo - Canova - Innesto con la S.P. n. 72 a Ceserano |                |
|        | di Podenzana                           | Innesto con la S.S. n. 62 a Aulla - Bagni - Montale - Innesto con una strada comunale (SP) a Loppiedo |                |
|        | di Calcinaia                           | Innesto con la S.P. n. 16 a Terenzano - Luscignano - Innesto con la S.R. n. 445 a Casola in Lunigiana |                |
| DIR    | di Calcinaia DIR                       | Innesto con la S.R. n. 445 a Casola in Lunigiana - Innesto con la S.P. n. 59 (LU) a Pieve San Lorenzo |                |
|        | Fivizzano - Sasseto                    | Innesto con la S.S. n. 63 a Fivizzano - Certardola - Terenzano - Reusa - Vedriano - Innesto con la S.R. n. 445 a Vigneta                                                                                    |                |
|        | di Posara                              | Innesto con la S.S. n. 63 a Soliera - Moncigoli - Posara - Innesto con la S.S. n. 63 a Fivizzano |                |
|        | di Bigliolo                            | Innesto con la S.P n. 19 a Serricciolo - Piano di Collecchia - Bigliolo - Innesto con la S.P. n. 21 a Cuccarello                                                                                            |                |
|        | di Olivola                             | Innesto con la S.P. n.74 a Piano di Quercia - Quercia - Valenza - Olivola - Barisello - Innesto con la S.S. n. 63 a Serricciolo                                                                             |                |
|        | di Montedivalli                        | Innesto con la S.P. n. 23 a Terrarossa - Canala - Riccò - Novegigola - Podenzana - Innesto con la S.P. n. 13 (SP) a Montedivalli                                                                            |                |
|        | Fivizzano - Licciana - Bagnone         | Innesto con la S.P. n. 28 a Bagnone - Castiglione del Terziere - Gabbiana - Lusana - Panicale - Licciana Nardi - Cuccarello - Fertigliana - Magliano - Agnino - Antigo - Innesto con la S.P. n. 17 a Posara |                |
|        | della Val d'Enza                       | Innesto con la S.P. n. 74 al Lago Paduli - Innesto con la S.P. n. 15 (RE) al Lago Paduli |                |
| DIR B  | di Bagnone                             | Innesto con la S.P. n. 28 a Bagnone - Mochignano - Collesino - Apella - Taponecco - Innesto con la S.P. n. 74 a Tavernelle                                                                                  |                |
|        | di Tresana                             | Innesto con la S.S. n. 62 a Terrarossa - Barbarasco - Corneda - Tresana - Villa di Tresana - Villecchia - Innesto con la S.P. n. 32 a Montereggio                                                           |                |
| DIR    | di Camposagna                          | |                |
|        | di Giovagallo                          | Innesto con la S.P. n. 23 a Corneda - Groppo - Bova - Giovagallo |                |
|        | di Comano                              | Innesto con la S.P. n. 75 a Comano - Castello - Camporaghena |                |
| DIR    | di Sassalbo                            | Innesto con la S.S. n. 63 a Sassalbo - Sassalbo |                |
|        | dell'Amola                             | Innesto con la S.S. n. 62 a Villafranca in Lunigiana - Virgoletta - Corvarola - Merizzo - Cortenovo - Amola - Innesto con la S.P. n. 55 a Monti                                                             |                |
|        | della Vallescura                       | Innesto con la S.P. n. 28 a Bagnone - Innesto con la S.P. n. 26 tra Virgoletta e Castiglione del Terziere                                                                                                   |                |
|        | Villafranca - Bagnone                  | Innesto con la S.S. n. 62 a Villafranca in Lunigiana - Filetto - Innesto con la S.P. n. 21 a Bagnone |                |
|        | di Filetto                             | Innesto con la S.S. n. 62 a Villafranca in Lunigiana - Innesto con la S.P. n. 29 a Filetto |                |
|        | di Mocrone                             | Innesto con la S.S. n. 62 a Mocrone - Innesto con la S.P. n. 28 a Malgrate |                |
|        | della Val di Magra                     | Innesto con la S.S. n. 62 a Villafranca in Lunigiana - Groppoli - Arpiola - Ponte Teglia - Innesto con la S.S. n. 62 a Pontremoli                                                                           |                |
|        | di Mulazzo                             | Innesto con la S.P. n. 31 a Talavorno - Mulazzo - Ponte San Giuseppe - Parana |                |
|        | di Gigliana                            | Innesto con la S.P. n. 34 a Filattiera - Gigliana - Rocca Sigillina |                |
|        | di Filattiera                          | Innesto con la S.P. n. 33 a Filattiera - Innesto con la S.S. n. 62 a Filattiera |                |
|        | di Caprio                              | Innesto con la S.S. n. 62 a Migliarina - Ponticello - Caprio |                |
|        | di Arzelato                            | Innesto con la S.P. n. 31 a Pontremoli - Arzelato - Rossano - Innesto con la S.P. n. 37 a Coloretta |                |
| DIR    | DIR di Arzelato                        | Innesto con la S.P. n. 36 a Rossano - Piagna - Chiesa di Rossano - Paretola |                |
|        | Pontremoli - Zeri - Sesta - Godano     | Innesto con la S.S. n. 62 a Pontremoli - Dozzano - Codolo - Noce - Coloretta -Castello - Innesto con la S.P. n. 3 (SP) al Valico del Rastrello                                                              |                |
| DIR    | DIR Pontremoli - Zeri - Sesta - Godano | |                |
|        | di Succisa                             | Innesto con la S.S. n. 62 a Mignegno - La Colla - Succisa |                |
|        | del Brattello                          | Innesto con la S.S. n. 62 a Pontremoli - Traverde - Grondola - Braia - Bratto - Innesto con la S.P. n. 20 (PR) al Passo del Brattello                                                                       |                |
|        | di Pognana                             | Innesto con la S.P. n. 21 a Agnino - Quarazzana - Innesto con la S.P. n. 68 a Pognana |                |
|        | Del Cirone                             | Innesto con la S.S. n. 62 a Mignegno - Molinello - Casalina - Groppodalosio - Pracchiola - Innesto con la S.P. n. 108 (PR) al Passo del Cirone                                                              |                |
|        | della Zona Industriale                 | Innesto con la S.P. n. 3 ad Avenza - Zona Industriale Apuana - Innesto con la S.P. n. 3 alla Zona Industriale Dalmine                                                                                       |                |
|        | di Catagnina                           | Innesto con la S.S. n. 1 a Massa - Massa |                |
|        | di Bordigona                           | Innesto con la S.P. n. 46 alla Zona industriale Dalmine - Alteta |                |
|        | degli Oliveti                          | Innesto con la S.P. n. 3 alla Zona industriale Dalmine - Innesto con la S.S. n. 1 a Massa |                |
|        | del Mare                               | Marina di Carrara - Innesto con la S.P. n. 3 ad Avenza |                |
|        | del Cemento                            | Innesto con la S.P. n. 3 ad Avenza - Innesto con la S.S. n. 1 a Nazzano |                |
|        | DIR di Bordigona                       | Innesto con la S.P. n. 43 alla Zona industriale Dalmine - Innesto con la S.P. n. 45 a Alteta |                |
|        | di Castelnuovo Magra                   | |                |
|        | di Fontia                              | Fossola - Fontia - Innesto con la S.P. n. (SP) a Ortonovo |                |
|        | di Maglietola                          | Innesto con la S.P. n. 12 a Maglietola - Innesto con la S.P. n. 8 a Campiglione |                |
|        | Arlia - Comano                         | Innesto con la S.P. n. 68 a Arlia - Innesto con la S.P. n. 75 a Comano |                |
|        | di Costamala                           | Innesto con la S.P. n. 74 a Monti - Costamala - Innesto con la S.S. n. 62 a Terrarossa |                |
|        | di Giucano                             | Innesto con la S.P. n. 72 a Fosdinovo - Giucano - loc.Bradia |                |
|        | di Ponzanello                          | Innesto con la S.P. n. 9 a Canepari - Ponzanello - Pomarino |                |
|        | di Ugliancaldo                         | Innesto con la S.P. n. 10 a Monzone - Mezzana - Monte De Bianchi - Casciana - Ugliancaldo - Innesto con S.P. n. 64 (LU)                                                                                     |                |
| DIR    | DIR di Ugliancaldo                     | Innesto con la S.P. n. 58 a Mezzana Monte De Bianchi - Innesto con la S.P. n. 10 a Pian di Molino |                |
|        | di Vinca                               | Innesto con la S.P. n. 10 a Monzone - Vinca |                |
|        | di Villanova                           | Innesto con la S.P. n. 17 a Moncigoli - Montecorto - Innesto con la S.P. n. 18 a Bigliolo |                |
|        | di Canossa                             | Innesto con la S.P. n. 23 a Tresana - Lorenzana - Popetto - Pieve di Castevoli - Canossa - Lusuolo - Ponte Magra - Innesto con la S.P. n. 31 a Villafranca in Lunigiana                                     |                |
|        | della Selva                            | Innesto con la S.P. n. 34 a Filattiera - Innesto con la S.P. n. 35 a Ponticello |                |
|        | di Guinadi                             | Innesto con la S.S. n. 62 a Casa Corvi - Vignola - Guinadi - Monti - Navola- San Lorenzo |                |
|        | di Gravagna                            | Innesto con la S.P. n. 42 a Molinello - Montale - Gravagna |                |
|        | di Adelano                             | Innesto con la S.P. n. 37 a Noce - Patigno - Antara - Adelano - Innesto con la S.P. n. 25 (SP) a Orneto |                |
| DIR    | DIR Adelano - Bergugliara              | Innesto con la S.P. n. 65 a Adelano - Bergugliara - Innesto con la S.P. n. 37 a Castello |                |
|        | dei Due Santi                          | Innesto con la S.P. n. 65 a Val di Termine - Villaggio degli Aracci - Passo dei Due Santi |                |
|        | di Treschietto                         | Innesto con la S.p. n. 22b a Bagnone - Vico - Treschietto - Iera - Capanne Tornini |                |
|        | di Arlia                               | Innesto con la S.S. n. 63 a Fivizzano - Pognana - Arlia - Bottignana |                |
|        | dei Casoni                             | Innesto con la S.P. n. 32 a Ponte San Giuseppe - Montereggio - Cerro (interdetta in parte al pubblico dal 25 ottobre 2011)                                                                                  |                |
|        | di Buonviaggio                         | Innesto con la S.S. n. 62 a Caprigliola - Albiano Magra - Innesto con la S.P. n. 13 (SP) a Ceparana — Dal 2021 è classificata come strada statale (Strada Statale 330 di Buonviaggio)                       |                |
|        | della Bocca di Magra                   | Marina di Carrara - Innesto con la S.P. n. 432 (SP) a Marinella di Sarzana |                |
|        | di Fosdinovo                           | Innesto con la S.S. n. 63 a Soliera - Ceserano - San Terenzo Monti - Tendola - Foce del Cucco - Fosdinovo - Caniparola - Innesto con la S.S. n. 1 a Borghetto                                               |                |
| DIR    | DIR di Fosdinovo                       | Innesto con la S.P. n. 72 a Fosdinovo - Castelpoggio - Gragnana - Carrara. Diramazione Carrara - Massa via Foce                                                                                             |                |
|        | Massese (Ex SS 665)                    | Innesto con la S.S. n. 62 a Aulla - Molino di Ponterotto - Monti - Licciana Nardi - Varano - Tavernelle - Passo del Lagastrello - Innesto con la S.P. n. 68 (PR) a Rigoso                                   |                |
| DIR    | Massese                                | Innesto con la S.P. n. 74 a Varano - Crespiano - Comano - Sommocomano - Innesto con la S.P. n. 74 al Lago Paduli                                                                                            |                |
|        | Strada del Pasquilio                   | Intersezione SP4 Loc. Cà di Cecco a Loc. Pasquilio Piazzale | 7,460          |